# Ozarba ochrizona
Ozarba ochrizona is een vlinder van de familie van de uilen (Noctuidae). De wetenschappelijke naam van deze soort is voor het eerst voorgesteld als Eulocastra ochrizona door George Francis Hampson in een publicatie uit 1910.
De soort komt voor in Saudi-Arabië, de Verenigde Arabische Emiraten en Oman.